# Веверсон Леандро Олівейра Моура
Веверсон Леандро Олівейра Моура (порт. Weverson Leandro Oliveira Moura, нар. 12 травня 1993, Бразиліа) — бразильський футболіст, нападник «Касіма Антлерс».

## Клубна кар'єра
Леандро займався в системах досить скромних футбольних клубів свого рідного міста, поки не перебрався в «Греміо». За цю команду він дебютував у 2011 році в матчі проти «Іпіранги». Леандро з'явився на полі у другому таймі і відзначився забитим голом. Через деякий час він став улюбленцем фанатів «Греміо».
На початку 2013 року Леандро перейшов на правах оренди в «Палмейрас», так як склад «Греміо» поповнили нові нападники. Згодом новий клуб викупив контракт гравця, але з часом Веверсон втратив місце в основі і здавався в оренду в клуби «Сантус», «Корітіба» та «Касіма Антлерс».

## Виступи за збірну
Леандро провів три матчі за збірну Бразилії до 20 років. У 2011 році брав участь у Панамериканських іграх, де Леандро тільки зіграв у матчі проти Куби.
4 квітня 2013 року він дебютував за основну збірну Бразилії у товариському матчі проти Болівії і відзначився забитим м'ячем. Наразі за збірну більше не грав.

## Статистика
| Збірна Бразилії | Збірна Бразилії | Збірна Бразилії |
| Роки            | Ігри            | голи            |
| --------------- | --------------- | --------------- |
| 2013            | 1               | 1               |
| Усього          | 1               | 1               |

## Титули і досягнення
- Володар Суперкубка Японії (1):

«Касіма Антлерс»: 2017
- Переможець Ліги чемпіонів АФК (1):

«Касіма Антлерс»: 2018
- Володар Кубка Джей-ліги (1):

«Токіо»: 2020